# Pabstiella mirabilis
Pabstiella mirabilis là một loài thực vật có hoa trong họ Lan. Loài này được (Schltr.) Brieger & Senghas mô tả khoa học đầu tiên năm 1976.